# Zaza
Die Zaza (zazaisch und kurdisch, türkisch Zazalar) sind eine Bevölkerungsgruppe in Ostanatolien. Sie zählen ungefähr drei bis vier Millionen Personen. Einige alevitische Aktivisten betrachten Zaza inzwischen als eine sunnitische Bezeichnung und verwenden stattdessen als Selbstbezeichnung Kızılbaş und für die zazaische Sprache Kırmancki / Zonê Ma / So-Bê / Dımli. Daneben gibt es – abhängig von Region oder Konfession – auch abweichende Selbstbezeichnungen wie Dimili/Dimli/Dımli, Alevi oder Kırd. Nach Ansicht von Fachleuten wie Martin van Bruinessen und L. Paul betrachten sich die meisten Zaza als Kurden und werden auch von den Kurdisch-Muttersprachlern als solche angesehen. Einige Zaza sehen sich hingegen als eigenständige Ethnie. Auch einige wissenschaftliche Studien betrachten die Zaza als separate Ethnie.

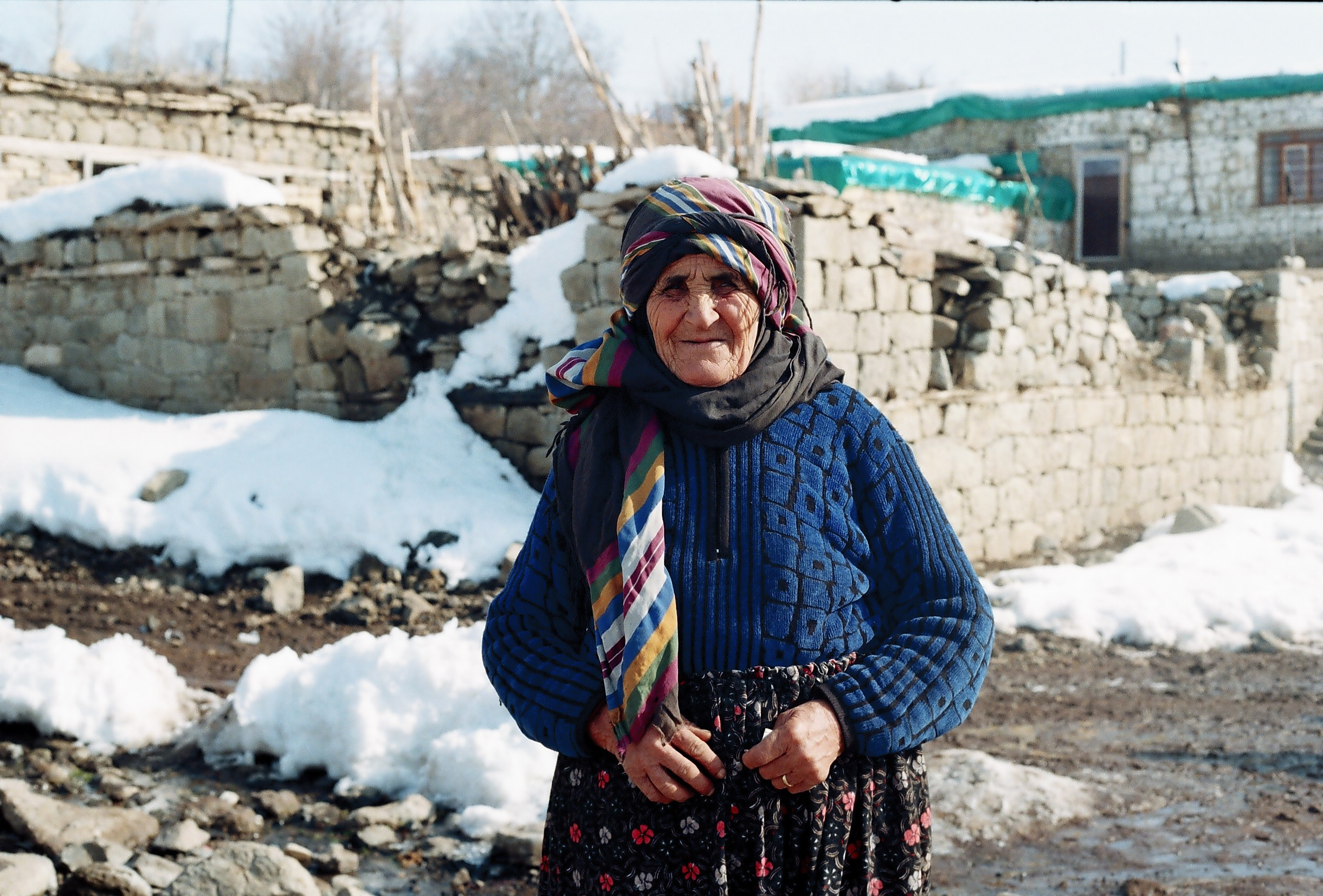
Ältere zazaische Frau

## Herkunft

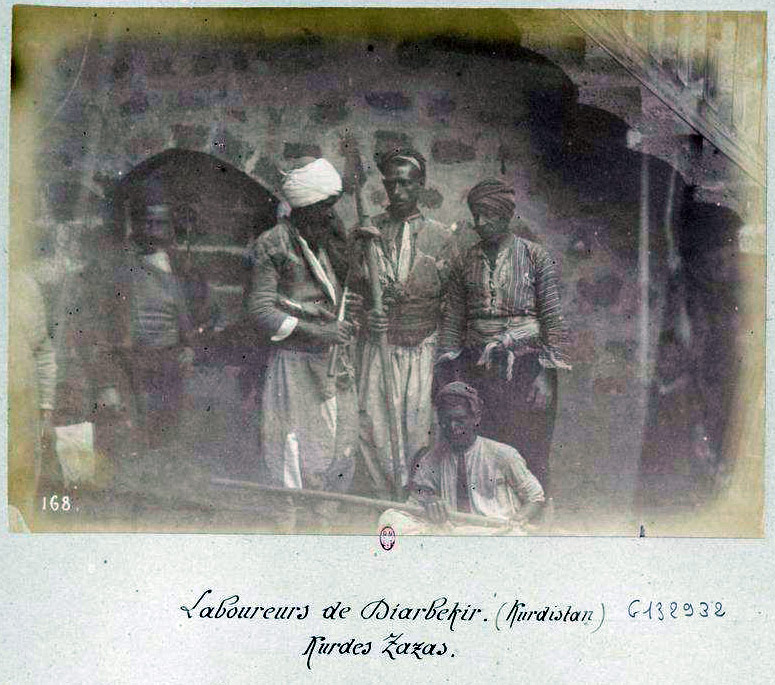
Die zazaischen Kurden in Diyarbakir (1881)

Nach einer These des deutschen Iranisten Friedrich Carl Andreas von 1906 waren die im südkaspischen Gebiet lebenden parthisch-stämmigen Dailemi (Dêlemî) Vorfahren der Zaza, woraus sich „Dimili“ als eine der heutigen Bezeichnungen für die Zaza erklären könnte. Diese These wurde schon vorher unabhängig vom armenischen Historiker Antranig 1880 vertreten und fand später Unterstützung des russischen Orientalisten Wladimir Minorski und der deutschen Iranisten Oskar Mann und Karl Hadank.
Laut K. N. Yuzbashian existieren im Armenischen die Formen delmik, dlmik als Bezeichnung für die Zazas. Die Encyclopædia Iranica geht von einer Urform *dēlmīk aus (vgl. die Entwicklung von Mittelpersisch Pārsīk zu Neupersisch Fārsī).
Die Dailemi stammten nach einer These aus der Region Dailam und waren im südlichen Küstengebiet des Kaspischen Meeres und im westlichen Chorasan ansässig. Sie stellten viel mehr ein Völkergemisch dar als ein homogenes Volk. Vom 5. bis zum 11. Jahrhundert wurden dort von ihnen mehrere kleine Staaten errichtet, wodurch sie eine wichtige Rolle in der iranischen Geschichte spielen. Die bekannteste dailemische Dynastie waren die Buyiden, die im 10. und 11. Jahrhundert (945–1055) in Bagdad herrschten und das Kalifat weitgehend in ihrer Gewalt hatten.
Die Dimilî, Dunbuli oder Dumbulî sind ein kurdischer Stamm in Nord- und Zentralkurdistan, deren Mitglieder je nach Region unterschiedliche Sprachen sprechen. Die Dimili stammen laut der Scherefname aus der Region Botan (heute in etwa Provinz Şırnak) und verbreiteten sich dann zwischen dem Urmiasee und dem Vansee. Weil sie aus Botan kamen, wurden sie in der Scherefname auch Dunbulîye Boxtî (dt.: Die Dunbulî aus Botan) genannt. Dimilî wird in der Linguistik als Synonym für Zazaisch benutzt, da die Dimili in der Provinz Şanlıurfa und Diyarbakir Zazaisch sprechen. Im Nordirak und Erzurum dagegen sprechen sie das Kurmandschi.
Die These einer Abstammung der Zazaki-Sprecher aus dem Nordiran (MacKenzie, 1962) konnte durch eine aktuelle genetische Untersuchung, in der auch 27 Zellproben von Zazasprechern aus der Türkei analysiert wurden, nicht gestützt werden. Die Studie hatte genetische Merkmale von Kurden aus verschiedenen Regionen (Türkei, Georgien, Iran, Turkmenistan) untereinander und mit geographisch benachbarten Gruppen aus Westasien, dem Kaukasus und Zentralasien verglichen. Dabei zeigten die kurdischen Gruppen allgemein die höchste Übereinstimmung mit den westasiatischen und die geringste mit den zentralasiatischen Gruppen. In ihrer Verwandtschaft zu den europäischen und kaukasischen Gruppen fanden sich jeweils umgekehrte Verhältnisse für die maternale und für die paternale Erblinie. Für die untersuchten Zazasprecher ließ sich allgemein eine recht enge genetische Beziehung zu den anderen kurdischen Gruppen aufweisen; sie alle teilten etwa das gleiche genetische Muster, das sich indes von anderen ethnischen Gruppen der nahöstlichen Region unterschied. Die Studie betont allerdings auch, dass bisher nur wenige genetische Untersuchungen an kurdischen Gruppen vorliegen.
Laut der Studie weisen Zazas den höchsten Anteil von R1a1*M17 im Nahen Osten auf (25,9 %), diese DNA-Linie ist vor allem unter slawischen und indischen Völkern verbreitet. Sie wird mit indoeuropäischen Einwanderern aus Südrussland in Verbindung gebracht.
Der Kurden-Experte Martin van Bruinessen zog für die (zum großen Teil Zazasprachigen) kurdischen Aleviten 1997 den Schluss, es sei unwahrscheinlich, dass die Frage nach ihren Ursprüngen jemals eindeutig und überzeugend beantwortet werden könne, doch werde die Debatte darüber voraussichtlich noch anhalten.

## Ethnische und soziale Definitionen der Identität
In den vergangenen Jahrhunderten waren die Sprecher des Zazaki wie die des eng verwandten Gorani trotz der sprachlichen Entfernung zu den benachbarten Dialekten oder Sprachen als Kurden erachtet worden, von sich selbst ebenso wie von den Kurdisch sprechenden Nachbarn oder von Außenstehenden, wie etwa türkischen und arabischen Autoren. Diese verschiedenen Perspektiven haben sich allerdings in jüngerer Zeit teilweise unterschiedlich entwickelt, was zu einer Vielzahl begrifflicher Mehrdeutigkeiten geführt hat, die inhaltliche Schwierigkeiten und Missverständnisse nach sich ziehen können. Die konkrete Bedeutung des Begriffes „kurdisch“ ist daher zunehmend abhängig von dem jeweils eingenommenen etischen oder emischen Standpunkt oder auch von der wissenschaftlichen Disziplin (Linguistik, Soziologie, Ethnologie etc.) des Betrachters sowie teilweise von der behandelten Region oder Gruppe von Bevölkerungen. So kann auch der Terminus „Kurden in weiterem Sinne“ (z. B. für die Bevölkerungen in der Türkei oft: Kurmandschi- und Zazasprecher) oder aber „in engerem Sinne“ (z. B. für die Bevölkerungen in der Türkei oft: Kurmandschisprecher) zu verstehen sein und jeweils verschiedene Bedeutungen entfalten. Eine Entwirrung der komplexen Situation setzt die genauere Kenntnis der Umstände voraus, unter denen eine Aussage oder Quelle betrachtet werden muss:

### Emische Perspektiven
Eine überwiegende Mehrheit der Zazasprecher betrachtet sich heutzutage in erster Linie als Kurden und hält auch ihre Sprache für einen kurdischen Dialekt, was durch die langandauernde Assimilationspolitik des türkischen Staates, durch die damit erschwerte Erforschung der ostanatolischen Sprachen und Dialekte sowie durch die relative Abgeschiedenheit Ostanatoliens von modernen Kommunikationswegen und -mitteln begünstigt wurde.
Tatsächlich bilden die Kurmandschisprecher und ein großer Teil der Zaza zusammen eine ethno-kulturelle Gemeinschaft als Kurden, doch ist die soziale und politische Haltung der Zazasprecher häufiger von enger gefassten Loyalitäten bestimmt, wie etwa – je nach Gegebenheit – von der Zugehörigkeit zu den Sunniten oder Aleviten.
Denn während das Zazaki sich linguistisch von dem eng verwandten Kurmandschi klar absetzt, verläuft eine ethnische und kulturelle Trennlinie der Kurden in der Türkei eher konfessionsgebunden innerhalb der Zazaki und Kurmandschi sprechenden Bevölkerung. Die religiöse Konfession bildet in Ostanatolien auch heute noch eine bestimmende Einflussgröße der individuellen und sozialen Identität, schlägt sich in einem entsprechenden ethnisch-kulturellen Selbstverständnis nieder und verhindert weitestgehend gemischtkonfessionelle Verheiratungen. „Mischehen“ kommen daher weitaus häufiger zwischen „türkischen“ und kurdischen Aleviten und sogar zwischen „türkischen“ und kurdischen Sunniten vor als zwischen alevitischen und sunnitischen Zazasprechern. Die im Süden des Sprachgebietes lebenden Zaza teilen ihre sunnitische Konfession mit den angrenzenden Kurmandschisprechern, sprechen oft auch Kurmandschi, und viele Zazasprecher betrachten sich in dieser Region selbst in jeder Hinsicht als Kurden. Die im Norden lebenden Zaza dagegen gehören dem heterodoxen Alevismus an, der aus dem für viele Sunniten „ketzerischen“ Schiismus entstanden ist. In Gebieten, die sie zusammen mit sunnitischen Kurmandschisprechern bewohnen (wie z. B. in der Stadt Varto), definieren sie sich überwiegend gegen diese als Aleviten oder sogar als Türken. Sie scheiden sich von den Sunniten durch endogame Heiraten ab und verwenden auch keine gemeinsamen Friedhöfe als sozial verbindendes Instrument. In Siedlungen, die praktisch ausschließlich von alevitischen Zaza bewohnt sind (wie z. B. Tunceli = Dersim), ist das Bestreben zur gegenseitigen Abgrenzung dagegen geringer und eine gemeinsame kurdische Identität stärker ausgeprägt.
Durch das Aufkommen des kurdischen Nationalismus als einer bestimmenden politischen Kraft sahen sich viele Zaza veranlasst, sich für eine eindeutige ethnische Identität zu entscheiden. Viele, die schon teilweise oder gänzlich arabisiert oder türkisiert waren, begannen wieder ihre kurdische Identität hervorzuheben.
Besonders seit dem letzten Jahrzehnt des 20. Jahrhunderts kam dann ein ausgeprägter Zaza-Nationalismus zunehmend zum Vorschein, und es wurden Landkarten eines potentiellen Nationalstaates „Zazaistan“ auf Kosten eines geschlossenen Kurdistans entworfen. Unter den Zazasprechern fanden in der Folge Debatten um die These ihrer kurdischen Zugehörigkeit statt, wie auch außerhalb der Zazasprecher eine erregte Auseinandersetzung über das Ausmaß der Zugehörigkeit der Zaza zu den Kurden entbrannt ist.
Für das Aufkommen dieses Zaza-Nationalismus werden verschiedene Faktoren als Auslöser angeführt:
Aus anthropologischer und historisch-soziologischer Sicht charakterisierte Martin van Bruinessen die entstandenen nationalistischen Bewegungen der Zaza und der Aleviten der Türkei als Teil einer differenten dialektischen Beziehung zu dem kurdischen Nationalismus. Die gleichen Prozesse der Urbanisierung und Migration, die für eine Zunahme des modernen kurdischen Bewusstseins in den großen Städten verantwortlich gewesen sind, haben demnach auch Kurdisch- und Zaza-sprechende alevitische Dorfbewohner in die sunnitischen Städte der Region geführt und damit in direkte Konkurrenz zu den sunnitischen Nachbarn um die kargen Ressourcen dort. In der Folge kam es letztendlich zu regelrechten antialevitischen Pogromen, was wiederum eine Stärkung des alevitischen Bewusstseins bewirkt hat.
Der gegenwärtige Zaza-Nationalismus ist allerdings nach Martin van Bruinessen gegenüber dem schon immer vorhandenen besonderen Bewusstsein der Aleviten eine vollständig neuartige Erscheinung, die noch immer auf strikte Ablehnung all jener zahlreichen Zazasprecher stößt, die an der Selbstidentifikation als Kurden festhalten. Für diesen aktuellen Zaza-Nationalismus macht der Forscher entgegen einer populären Verschwörungstheorie nicht den türkischen Geheimdienst verantwortlich, sondern die besonderen Verhältnisse, unter denen die Migrantenkommunen im westlicheren Europa leben. Während nämlich in der Türkei lange alle lokalen Dialekte unterdrückt wurden und somit die Zugehörigkeit zur Gruppe der Kurmandschi- oder aber der Zazasprecher nicht von Bedeutung erschien, hatten kurdische Aktivisten die Migranten dazu aufgefordert, ihre Muttersprache in Europa deutlich zu deklarieren, um offizielle Anerkennung darüber zu erlangen, dass Türkisch nicht die Muttersprache aller Immigranten aus der Türkei sei und um Kurdisch für den muttersprachlichen Unterricht (auch herkunftssprachlicher Unterricht) in den öffentlichen Schulen durchzusetzen. Damit aber wurden die Zazasprecher vor das Dilemma gesetzt, dass ihre Kinder z. B. in Deutschland entweder Türkisch oder Kurmandschi erlernen, wenn sie nicht für ihre Identität als Zaza eintreten.

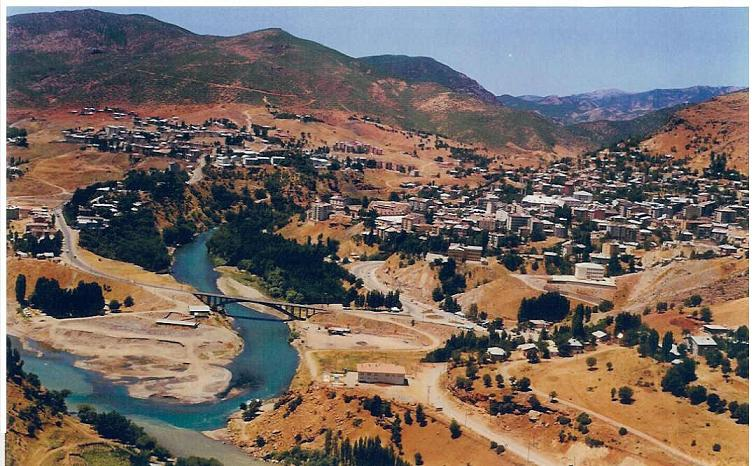
Blick von Osten auf das vom Munzur-Gebirge umschlossene Tunceli und die Einmündung des Flusses Harcik in den vielbesungenen Munzur

So hat insbesondere eine Minorität der alevitischen und sunnitischen Zaza-sprechenden Immigranten in Europa begonnen, sich als eigenständige ethnische Gruppe zu empfinden, die sich sowohl von der kulturellen Dominanz der nicht Zaza-sprechenden Kurden, als auch des türkischen Staates zu befreien gezwungen sieht. Zwar besitzt der Ende der 1980er Jahre von einer Zeitschrift geprägte Begriff „Zazaistan“ als Heimatstaat der Zazasprecher vermutlich nur für wenige intellektuelle Romantiker im Exil Anziehungskraft, und der Zaza-Nationalismus bleibt entsprechend noch immer eher ein marginales Phänomen von Exilpolitikern. Doch scheint das Wiederaufleben der Zaza-Kultur und eine gewisse Verärgerung über die kulturelle Überheblichkeit der Kurmandschisprecher, so Martin van Bruinessen, ein wachsendes Beharren auf einer Zaza-Identität zu verursachen, das teilweise auch die Debatte innerhalb der Zaza in der Türkei beeinflusst, namentlich in Tunceli (Dersim). In dieser geographisch stark isolierten und von Aleviten bewohnten Region ist ein starker Partikularismus festzustellen, der auf einer eigenständigen historischen Entwicklung und kulturellen Identifikation basiert und sich durch eine Unwilligkeit zu jeder weitergefassten Identifikation sowie durch ein Misstrauen gegenüber den verschiedenen politischen Bewegungen ausdrückt. Die Beschäftigung mit der Eigenidentifikation in – und unter Migranten aus – dieser Region ist gegenwärtig so intensiv wie in keiner anderen Region in der Türkei und befindet sich weiterhin in Bewegung.
Als weiterer Faktor, der die Ausbildung des separatistischen Zaza-Nationalismus begünstigt hat, wird der kurdische Nationalismus angesehen. Nach der Aufhebung des von 1983 bis 1991 in der Türkei gesetzlich in Kraft gewesenen Verbotes der kurdischen Sprachen war es zu einem starken Anstieg an Veröffentlichungen und Fernsehsendungen auf Kurdisch gekommen. Zwar ist die wissenschaftliche Frage der Einordnung von Zazaki gegenüber Kurmandschi als eigenständige Sprache eher von akademischer Bedeutung, da es die lokale Bevölkerung vorwiegend als einen Dialekt des Kurdischen auffasst. Doch hat das gestiegene Interesse an kurdischer Kommunikation in Verbindung mit einer abnehmenden Attraktivität von Türkisch als Lingua franca unter den Zazaki- und Kurmandschisprechern zu einer stärkeren Wahrnehmung der Unterschiede zwischen Zazaki und Kurmandschi geführt. Das Wiederaufleben der kurdischen Sprachen förderte das Interesse der Zazasprecher, sich als sprachliche Minorität auch gegenüber dem dominanten Kurmandschi zu emanzipieren. Dies erfolgt oftmals eng verbunden mit einer politischen Abgrenzung gegenüber der von Kurmandschisprechern dominierten PKK, der hegemoniale Absichten zugeschrieben werden.
Weite alevitische Kreise, die als sowohl sprachliche wie auch religiöse Minderheit zuvor eher gegen Stammespolitik und zu liberalen oder linksgerichteten Tendenzen neigten bis hin zu einer intellektuellen Sympathie für Marxismus und die PKK, sehen inzwischen in der nationalistischen Ideologie der PKK auch eine sunnitische Vereinnahmung, von der sie sich vermehrt distanzieren. Zum anderen wird aber gerade von alevitischen Aktivisten eine Identifikation über die Sprache als Zaza abgelehnt und eine religiös orientierte Identifikation als „Kırmanc“ bevorzugt. Auch in Deutschland hat sich die nach außen präsentierte Selbstdarstellung des organisierten Alevitentums seit Ende der 1990er Jahre verschoben, fort von einer Kultur- und hin zu einer Religionsgemeinschaft. Dies kann maßgeblich darauf zurückgeführt werden, dass seit jener Zeit die Religionsthematik die deutsche Migrationspolitik beherrscht. Die Alevitenverbände sehen hier die Möglichkeit, Gehör und Unterstützung zu finden, da sie sich in hochemotional geführten Debatten wie um das muslimische Kopftuch wirksam von einer Islamausrichtung absetzen können, die überwiegend als intolerant, demokratie- und frauenfeindlich und als Gefahr für die westliche Werteordnung dargestellt oder wahrgenommen wird. Die strategische Zuwendung der Aleviten zur Identität als Religionsgemeinschaft kann in Deutschland also auf die rechtlichen Rahmenbedingungen des Gastlandes zurückgeführt werden, die eine Anerkennung als kulturelle oder ethnische Gruppe nicht ermöglichen. Sie ist nicht mit der Selbstwahrnehmung zu verwechseln, die deutlich säkulare Tendenzen aufweist. Nach Einschätzung van Bruinessens definieren sich viele – wenn nicht die meisten – Aleviten an erster Stelle als Aleviten und erst an zweiter, wenn überhaupt, als Kurden. So stehen der Identifikation als Zaza antagonistisch Kategorien wie Alevi (Aleviten) und Kırmanc gegenüber, ohne zwingend eine Entscheidung zur Identifikation als Kurden zu beinhalten.
Diese Vielzahl an möglichen bestehenden Mustern der Eigenidentifikation zwischen z. B. Sprach-, Religions-, Staats-, Regions- oder Klassenzugehörigkeit (z. B. Zaza, Aleviten, Türken, Dersimli, Sozialisten), die sich auch nicht immer hierarchisch geordnet in unwidersprüchliche Beziehung zueinander setzen lassen, führen van Bruinessen zum Schluss, dass es hier unmöglich ist, den Wesenskern einer Identität „durch eine Zahl von gemeinsamen kulturellen Merkmalen zu definieren“.

### Etische Perspektiven
Eine strikte Zurückweisung der Eigenständigkeit des Zazaki als Sprache und der Zaza als Ethnie geht vom kurdischen Nationalismus aus. Dieser hat sich in seinem Bestreben um einen kurdischen Nationalstaat dazu veranlasst gefühlt, die fünf Bedingungen zu erfüllen (Gemeinsame Geschichte, Sprache, Territorium, Wirtschaft, Kultur), die Stalin für die Bildung einer Nation und somit implizierend für die sozialistische Solidarität und Unterstützung im Kampf um ein Selbstbestimmungsrecht als Voraussetzung ansah. In ganz paralleler Weise, wie die türkische Nation die Kurden als bloßen Bestandteil der Türken erklärten (Türkische Geschichtsthese), behandelte demnach auch der kurdische Nationalismus die Frage der Zaza.
Für etische Verwirrung hat auch halboffizielle Propaganda von türkischer Seite gesorgt, welche die Zaza und Kurden als Teil desselben Problems behandelt hat. Eine breite Öffentlichkeit der Türkei verwendet zudem im alltäglichen Sprachgebrauch die Bezeichnung „Kurmandschi“ für „die kurdische Sprache“, so dass das Kurmandschi gewissermaßen als Hochsprache der Kurden einschließlich der Zaza betrachtet wird. Wie widersprüchlich und unvereinbar die Eigen- und Fremddefinitionen sein können, zeigt sich auch bei einer soziologischen Untersuchung unter Aleviten der zweiten Einwanderungsgeneration in Deutschland: während diejenigen, die sich als Kurden bezeichneten, das Zazaki meist als kurdischen Dialekt betrachteten, definierten sich die Zazasprecher über ihre Muttersprache, vertraten die Ansicht, dass Zazaki keine kurdische Sprache sei und waren der Überzeugung, dass es keine Zazaki sprechenden Sunniten gebe.
Einen bedeutenden Einfluss auf die Identität des Individuums bzw. seine Einordnung durch die Gesellschaft hat zudem die weitgehend erhaltene tribale Sozialorganisation der Kurmandschi- und Zazasprachigen Bevölkerung in Ostanatolien, die sie von der früher als sie sesshaft und städtisch gewordenen türkischen Mehrheitsgesellschaft abgrenzt. So wird eine Person, die von einem wohlbekannten kurdischen Stamm oder einer „großen Familie“ abstammt, stets als „Kurde“ angesehen werden, welche Identität auch immer von ihr selbst beansprucht werden mag.

### Ethnologische Perspektive
Aus wissenschaftlicher Sicht bilden die Zaza eine oder gar eine Anzahl von distinkten ethnischen Untergruppen, die heute noch zur Endogamie neigen und sich auch in verschiedenen anderen Merkmalen von den Kurmandschisprechern unterscheiden, wenn auch diese Unterschiede noch mindestens bis in die 1980er Jahre nicht als bedeutend empfunden wurden. So wurde von wissenschaftlicher Seite (Martin van Bruinessen, 1989) auch vorgeschlagen, den Begriff „Kurden“ trotz seiner Unschärfe insgesamt als eine Anzahl ethnischer Gruppen wie Sunniten, Aleviten oder Jesiden zu betrachten.

## Sprache
Die Zaza-Sprache wird oft auch heute noch – z. B. aus politischen und kulturellen Gründen – als ein kurdischer Dialekt betrachtet. Dagegen betrachtet die Iranistik Zazaki als eine eigenständige Sprache des nordwestlichen Zweigs der iranischen Sprachen, zu dem unter anderem auch die kurdischen Sprachen Kurmandschi und Sorani gehören. Innerhalb dieses nordwestlichen Zweiges bilden die kurdischen Sprachen – zusammen mit zentraliranischen Dialekten – eine genetische Untergruppe; das Zaza bildet demgegenüber zusammen mit dem Gorani eine selbständige Untereinheit Zaza-Gorani, die möglicherweise engere Beziehungen zum Belutschi aufweist. (Siehe unten die Klassifikation der nordwestiranischen Sprachen.)
Sprachforscher des 19. Jahrhunderts wie Pjotr Lerch betrachteten das Zazaki als den einzigen der Dialekte innerhalb der kurdischen Sprache, der bis auf wenige Worte unverständlich für Sprecher des Kurmandschi-Dialektes ist. Zu einer eigenständigen Sprache innerhalb der iranischen Sprachfamilie erhoben wurde das Zazaki durch die vielfältigen Untersuchungen der Iranisten Oskar Mann und Karl Hadank, aus denen 1932 die erste umfangreiche wissenschaftliche Grammatik des Zazaki hervorging (Titel „Mundarten der Zaza“).
Die Zaza-Sprache weist auffällige Gemeinsamkeiten mit der ausgestorbenen mitteliranischen Sprache Parthisch auf, die das südwestiranische Persische und seine Vorgängersprachen nicht teilen. Allerdings kann man nicht nachweisen, dass das Parthische eine unmittelbare Vorgängersprache des Zaza gewesen ist.
Die folgende Klassifikation des Nordwestiranischen beschreibt genauer die sprachliche Stellung des Zaza und der kurdischen Sprachen:
- Nordwestiranisch 24 Sprachen, 31 Mio. Sprecher
  - Medisch > Medisch † (altiranisch)
  - Parthisch > Parthisch † (mitteliranisch)
  - Kaspisch
    - Gilaki-Mazenderani > Gilaki (1,3 Mio.), Masanderanisch (2,2 Mio.), Gurgani †
    - Semnani > Semnani, Sangisari, Sorchei, Lasgerdi (zusammen 50 T)
    - Taleshi > Talisch (1 Mio.)

  - Kurdisch-Zentraliranisch
    - Kurdisch > Kurmandschi (Nordwest-Kurdisch) (15–20 Mio.), Sorani (Zentral-Kurdisch, Kurdi) (4 Mio.), Südkurdisch (3 Mio.)
    - Zentraliranisch > Tafreshi, Mahallati-Chunsari, Kashani-Natanzi, Gazi, Yazdi-Kermani-Nayini, Kaviri, Sivandi

  - Zaza-Gorani > Zaza (Zazaki, Kirmanjki, Kirdki, Dimli, ‚So Be‘) (2–3 Mio.), Gorani (Bajalani, Shabaki, Hawrami u. a.) (1,5–3 Tsd.)
  - Belutschi > Belutschi (Baloči) (6 Mio.)

## Verbreitung
Es existieren keine gesicherten Angaben über die Anzahl der Zaza-Sprecher. Nach Schätzungen (Stand: 2002 oder früher) beträgt ihre Anzahl in Südostanatolien zwischen 1,5 und 2 Millionen, während weitere 1,5 bis 2 Millionen Zaza-Sprecher in die städtischen Ballungsgebiete Westanatoliens und nach Westeuropa emigriert sind. Diese Angaben beinhalten alle ethnischen Zaza, von denen jedoch eine große Anzahl mittlerweile türkisch oder kurdisch assimiliert sein könnte und ihre Muttersprache nicht mehr aktiv beherrscht.

### Kleinasiatische Hauptsiedlungsgebiete nach Konfession
Eine detaillierte Übersicht der nach Konfession aufgeteilten Siedlungsverhältnisse zeigt eine Karte Ostanatoliens (1987) und dem zugehörigen Band (1989) in der von Peter Alford Andrews herausgegebenen Ethnographie der Türkei. Dabei zeigt sich im Unterschied zu Westanatolien, dass sich die Bevölkerungsverteilung in Ostanatolien nicht durch zerstreute und vermischte Dörfer auszeichnet, sondern dass die Gruppen der Minderheiten hier dazu tendieren, blockartig konzentrierte Areale an Ländereien einzunehmen:

#### Sunnitische Zaza
Die Verbreitung der sunnitischen Zaza – soweit bekannt – weist zwei größere Siedlungsbereiche auf:
1. In den Bergen südlich des Flusses Murat von Genç bis nach Palu, Lice, Kulp und Silvan, nordwärts bis nach Bingöl, östlich wohl bis nach Solhan reichend (1960–1970: ca. 350 Dörfer).[48]
2. Die halbnomadischen „Dimilî“ der tieferliegenden Gebiete: in den Hügeln zwischen dem Berg Karacadağ in der Provinz Şanlıurfa und Derik in der Provinz Mardin, nördlich sich wohl bis nach Çüngüş und Çermik in der Provinz Diyarbakır erstreckend und westwärts bis nach Adıyaman (1960–1970: ca. 72 Dörfer).[48]

Dazu kommen einige kleinere Siedlungsbereiche:
1. Mutki in der Provinz Bitlis, sich wohl bis nach Baykan in der Provinz Siirt erstreckend (1960–1970: 11 Dörfer).[48]
2. Varto in der Provinz Muş (1960–1970: 37 Dörfer).[48]

Und einzelne weitere Siedlungen oder Siedlungsbereiche:
1. Pütürge in der Provinz Malatya.[48]
2. Eine Gruppe in der Provinz Diyarbakır, von Ergani bis zum Landkreis Hani.[48]
3. Örtlich als „Zaza Türkmen“ bekannt: angeblich in der Provinz Ardahan und in Selim in der Provinz Kars.[48]
4. 16 Dörfer in den Provinzen Niğde und Aksaray.[48]

#### Alevitische Zaza
Auch die alevitischen Zaza leben hauptsächlich in zwei größeren Siedlungsbereichen:
1. In der Provinz Tunceli bewohnen sie etwa dreiviertel der 200 Dörfer aus den Landkreisen Hozat (35 Dörfer), Nazımiye (13 Dörfer), Ovacık (53 Dörfer) und Pülümür (46 Dörfer). Diese Region erstreckt sich von dem Munzur-Gebirge im Norden bis zum Fluss Murat im Süden. Teilweise findet im Sommer Migration auf die Hochalmen statt.[48]
2. Entlang des rechten Euphrat-Ufers vom Bingöl-Berg bis in die Ebene von Malatya.[48]

Zu diesen Hauptsiedlungsgruppen gibt es drei Ausläufer in der Verbreitung der Aleviten:
1. Der Zaza-Anteil an den Koçgiri-Stämmen der Provinz Sivas, in den Landkreisen Zara, İmranlı, Kangal und Divriği (Bulucan, Beypınarı, Kavak, İmranlı Zentrum und Karacaören). Dies beinhaltet die Stämme der Çarekan und Giniyan.[48]
2. Ein weiterer Ausläufer nach Erzincan hinein und östlich weiter bis in die Provinz Erzurum beinhaltet den Stamm der Kureyşan im Nordosten der Landkreise Erzincan Zentrum (Bezirke Zentrum und Tanyeri) und Çayırlı (Bezirke Zentrum and Başköy).[48]
3. Eine Gruppe in Hınıs in der Provinz Erzurum.[48]
4. Varto in der Provinz Muş (1960–1970: 37 Dörfer).[48]

### Städtische Zentren Westanatoliens
Es existieren keine gesicherten Angaben über die Anzahl der ins westliche Kleinasien ausgewanderten Zaza-Sprecher (Stand: 2002).

### Europäische Diaspora
Es existieren keine gesicherten Angaben über die Anzahl der nach Westeuropa ausgewanderten Zaza-Sprecher (Stand: 2002).

## Selbst- und Fremdbezeichnungen der Zaza
Von den Türken wurden die Zaza auf Grund der offiziellen Assimilationspolitik lange Zeit als Türken bezeichnet. Heute werden sie seitens des türkischen Staates zu den Kurden gerechnet. Auch von Kurden werden die Zaza ethnisch, kulturell und linguistisch als Kurden betrachtet.
Die folgende – sicherlich nicht vollständige – Liste gibt einen Überblick über die komplizierte Situation der Selbst- und Fremdbezeichnungen der Zaza und ihrer Sprache. Die Darstellung folgt J. Blau, Gurani und Zaza, im Compendium Linguarum Iranicarum (1989) und Z. Selcan, Grammatik der Zaza-Sprache (1998). Bei allen unterschiedlichen Bezeichnungen wird das Zaza in der Selbsteinschätzung seiner Sprecher meist klar vom Kurdischen getrennt. Bei den Aleviten spielt die Religionszugehörigkeit eine größere Rolle als die sprachliche Zuordnung, sie fühlen sich also kurdischen, türkischen oder arabischen Aleviten näher als nicht-alevitischen Zaza.
- Zaza ist die Selbstbezeichnung der Zaza in Bingöl, Dara Henı, Piran, Elazığ und Sarız und in den großen türkischen Städten (Istanbul, Ankara, Izmir, Mersin). Ihre Sprache nennen sie Zazaki. Die Bezeichnung geht auf einen alten Stammesnamen zurück, der bereits um 1330 in der „Ahnentafel des Kures“ dokumentiert ist. 1650 verwendete auch der türkische Reisende Evliya Çelebi diese Bezeichnung für die Zaza-Stämme, die er in dieser Region Anatoliens vorfand.[44]
- Die Zaza der nördlichen Provinzen Dersim und Erzincan benutzen die Selbstbezeichnung Kırmanc (Kırmandj) und nennen ihre Sprache Kirmancki oder Kırmancki. Diese Bezeichnung lehnen dagegen die alevitischen Zaza der Provinzen Varto, Hınıs und Zara ab, weil sich die sunnitischen Kurden dieser Region ebenfalls als Kurmanc oder Kirmanc bezeichnen. Die alevitischen Dimilen bezeichnen die sunnitischen Kurden ihrerseits als Kuŕ oder Kurmanc und die alevitischen Kurden als Kirdas (ihre Sprache als Kirdaski).[44] Die Ähnlichkeit der oft angeführten Selbstbezeichnung der Dersim-Zaza als „Kırmanc“ mit der Selbstbezeichnung von Kurdisch-Sprechern (i. e. S.) als Kurmanc ist offenbar nicht das Ergebnis eines gleichen Wortursprungs, sondern einer ähnlichen verlaufenen Wortentwicklung in zwei verwandten Sprachen: Im Kurdischen (i. e. S.) bezeichnet Kurmanc häufig „Bauern“ im Gegensatz zu „Nomaden“, die dann als „Kurd“ bezeichnet werden. Diese Bedeutung als „Bauer“ ist möglicherweise ursprünglich auch in der verwandten Sprache der Zaza als deren Selbstbezeichnung „Kırmanc“ verwendet worden. Schon für das 17. Jahrhundert wurde nachgewiesen, dass die Bezeichnungen „Kurmanc“ und „Kurd“ austauschbar verwendet wurden, um die Gesamtheit der Kurden anzusprechen. Die Tatsache, dass sich beide Gruppen (Zazasprecher und Kurden i. e. S.) im Türkischen und anderen Fremdsprachen als „Kurd“ oder „Kurdish“ bezeichnen, unterstützt den nationalistisch kurdischen Standpunkt daher wohl nur scheinbar.[50] Nachdem es ab etwa 1990 zu einer Teilung der Aktivisten gekommen ist, die beanspruchen die Interessen der Zaza zu vertreten, erlangten die Begriffe „Kırmanc“/„Kırmancki“ zunehmend politische Bedeutung. Sie werden seitdem von der Fraktion der Aleviten verwendet, die den Namen „Zaza“ als Selbstbezeichnung ablehnen und als ein Etikett der Sunniten betrachten. Nach der Phase einer Linksposition zum türkischen Staat stellen sie wieder vorrangig ihre religiöse Identität als Aleviten in den Vordergrund und weisen den Anspruch anderer Zazasprecher zurück, die Sprache als wichtigstes Kriterium der Identität unabhängig von der Konfession als Sunnit oder Alevit zu erachten.[1]
- Eine gängige Selbstbezeichnung unter sunnitischen und alevitischen Zaza ist Dimili. So etwa in den südlichen Provinzen und Landkreisen Siverek, Çermik und Gerger.[44] Von den Kurden werden sunnitische Zaza entsprechend teilweise auch „Dümbüli“, „Dümülü“ oder „Dimili“ genannt. Nicht gebräuchlich ist diese Selbstbezeichnung jedoch bei den Zaza in den Gebieten Erzincan, Kiğı und Mutki.[2] Der Name „Dimili“ könnte auf einen Bezug der Zaza zum Ethnikon Daimeli hinweisen (s. o. unter „Herkunft“).[44]
- Die alevitischen Zaza bevorzugen (nach Andrews, 1989) als Selbstbezeichnung an erster Stelle Alevî und ziehen im Gegensatz zu den sunnitischen Zaza selbst die Bezeichnung „Dimili“ noch „Zaza“ vor.[2]
- In den Provinzen Tunceli, Erzincan und Sivas existiert zudem die Selbstbezeichnung Çarek.[2]
- In den Provinzen Kayseri, Sivas und Malatya wird die Zaza-Sprache von den Kurden als Gini bezeichnet, was auf einen dort ansässigen Zaza-Stamm zurückgeht.[44]
- In der Provinz Bingöl nennen sich (nach Blau) einige wenige Stämme der Zaza auch Kird oder Kırd[2] und sprechen Kırtki, während sie die Kurden als „Kurmanc“ bezeichnen.[44]
- Innerhalb Anatoliens benutzen Sunniten – auch sunnitische Zaza – für alevitische Stämme auch den von einer religiösen Sekte abgeleiteten Nicknamen Kızılbaş („Rotköpfe“). Bei den so pejorativ Bezeichneten kann es sich sowohl um alevitische Zaza wie auch um Kurden, Türken oder Araber handeln.[44]
- In der Provinz Dersim tragen die Zaza auch den Spitznamen So-Bê „geh – komm“.[44] (Auch die Kurmanc tragen in Dersim den Spitznamen Here-were, was auf Kurmanci ebenfalls geh-komm bedeutet. Allerdings gibt es auch die Formen „Biçe-Bê“ im Kurmanci)

### Karten
- Peter Alford Andrews (Kartograph: Horst Pohlmann): Republik Türkei. Ethnische Minderheiten im ländlichen Raum – Republic of Turkey. Rural Ethnic Minorities. Tübinger Atlas des Vorderen Orients (TAVO), Karte A VIII 14, Reichert, 15. Lfg., Wiesbaden 1987 [?1988], 1:2 Mio., 2 Blätter (Westteil, Ostteil), ISBN 3-88226-913-8.
- L. Nestmann: Die ethnische Differenzierung der Bevölkerung der Osttürkei in ihren sozialen Bezügen. In: Peter Alford Andrews (Hrsg.), Rüdiger Benninghaus (Mitarb.): Ethnic Groups in the Republic of Turkey. Beihefte zum TAVO (Tübinger Atlas des Vorderen Orients), Reihe B, Nr. 60.1. unveränd. Reprint. Reichert, Wiesbaden 2002, ISBN 3-89500-297-6, S. 543–581, hier S, 547, Abb. 1 (Die sprachliche Differenzierung in der Osttürkei), S. 549, Abb. 2 (Minderheiten in der Osttürkei), S. 553, Abb. 3 (Die religiöse Differenzierung in der ländlichen Osttürkei), S. 564, Abb. 4 (Soziokulturelle Differenzierung der ländlichen Bevölkerung – Synopse – kritische Zustände) 1. Auflage. 1989, ISBN 3-88226-418-7.